# The Formation of Vegetable Mould through the Action of Worms

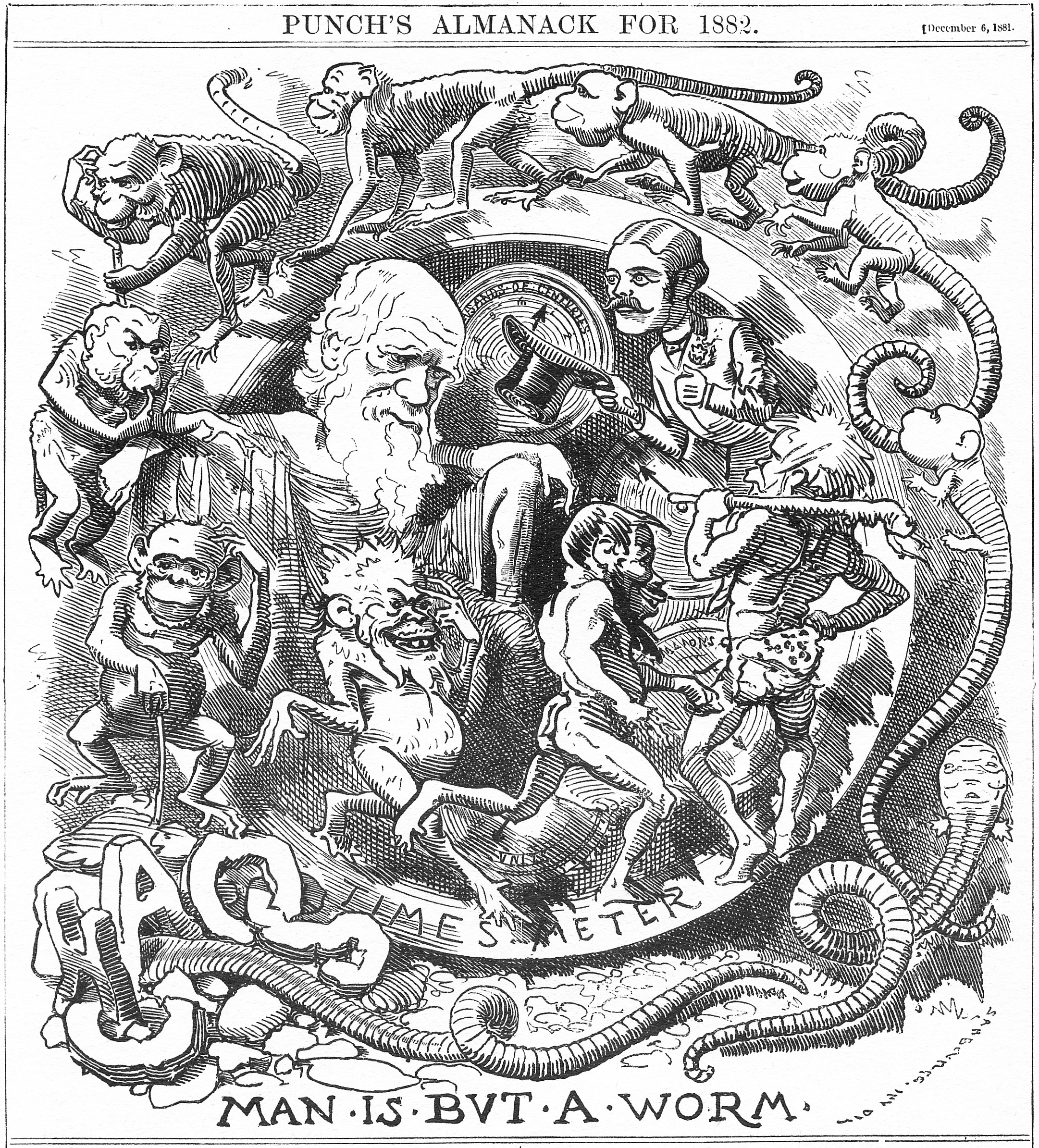
Satyryczny rysunek z „Puncha”, przedstawiający ewolucję od dżdżownicy do Darwina, nawiązujący do jego ostatniej książki

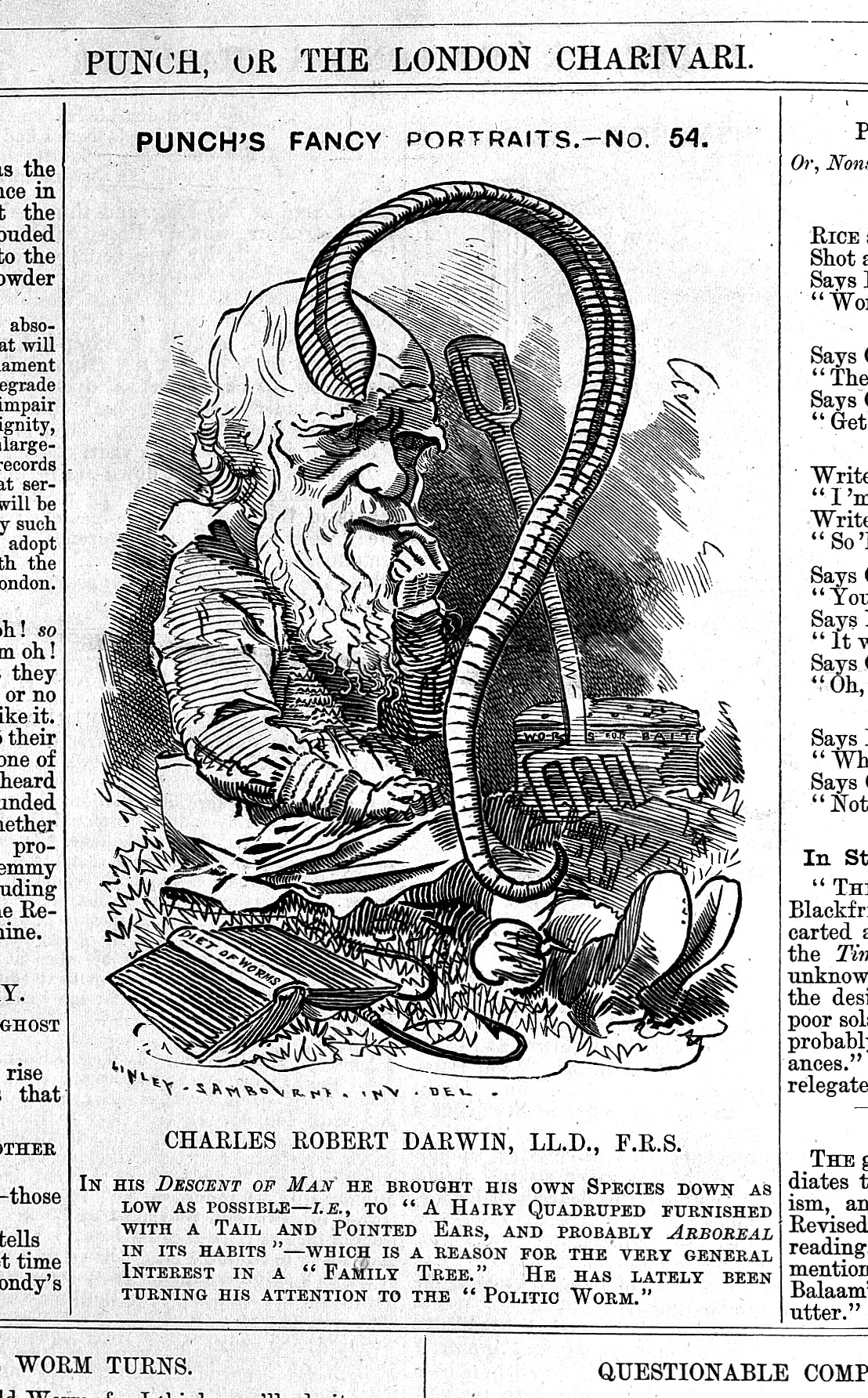
Satyryczny „portret” Darwina dumającego nad „polityczną dżdżownicą” (z „Puncha”)

The Formation of Vegetable Mould through the Action of Worms (pol. O tworzeniu się gruntu przez działalność robaków) – ostatnia praca naukowa Karola Darwina, opublikowana w 1881, będąca pierwszą poważną rozprawą badawczą poświęconą dżdżownicom.
Praca – ostatnia naukowa rozprawa Darwina – została wysłana do druku w maju 1881 i ukazała się 10 października 1881. Była kontynuacją obserwacji Darwina poczynionych czterdzieści lat wcześniej podczas wakacji u jego wuja, Josiah Wedgwooda. Darwina zastanowił fakt, że kamyki, kawałki węgla drzewnego i inne niegnijące, a stosunkowo duże obiekty pozostawione na powierzchni ziemi, po jakimś czasie powoli się w nią zapadają. Jego wuj zasugerował, że powodem może być ruch gleby wywoływany przez dżdżownice – Darwin rozwinął tę myśl w pracy przedstawionej 1 listopada 1837 na posiedzeniu Londyńskiego Towarzystwa Geologicznego i następnie opublikowanej w On the formation of mould w  drugim tomie „Proceedings of the Geological Society of London”.
W swojej autobiografii Darwin wspominał:

Posłałem teraz do druku rękopis niewielkiego dziełka „O tworzeniu się gruntu przez działalność robaków”. Jest to przedmiot małego znaczenia, a nie wiem, czy zainteresuje on jakichbądź czytelników, ja zaś bardzo się nim zaciekawiłem. Książka ta stanowi uzupełnienie krótkiej rozprawki, którą przed czterdziestu przeszło lały przeczytałem na posiedzeniu Towarzystwa Geologicznego i która obudziła znów we mnie dawne myśli, dotyczące geologii.

Wbrew obawom autora książka była bardzo popularna: pierwsze wydanie w nakładzie 1000 egzemplarzy sprzedało się szybko, do końca roku dodrukowano 5 tys. egzemplarzy. Do lutego 1884 sprzedano 8,5 tys. sztuk, a do końca XIX w. – 13 tys. Książka  sprzedawała się lepiej niż O powstawaniu gatunków. Już w 1882 ukazały się tłumaczenia rosyjskie, niemieckie, francuskie i włoskie; w 1896 wydano przekład na ormiański (z rosyjskiego), w 1938 – japoński, a w 1954 – chiński.
Darwin jako pierwszy zwrócił uwagę na ogromny kumulatywny efekt pracy tysięcy niewielkich organizmów jak dżdżownice. Krytycy uważali jego szacunki za przesadne: oceniał liczebność dżdżownic na ok. 50 tys./akr (124 tys./ha), a ilość ich odchodów na 18 ton rocznie. W rzeczywistości Darwin poważnie nie doszacował liczebności (i efektów działań) pierścienic – ich rzeczywista liczba zbliża się do miliona na akr (2,47 mln/ha).
Książka jest powrotem do jednego z wczesnych zainteresowań Darwina – geologii. Podkreśla w niej znaczenie długotrwałych, powolnych procesów zachodzących za sprawą pozornie mało znaczących organizmów. Wyraźne są paralele między tym dziełem a pierwszą rozprawą naukową Darwina, w której pisał o rafach koralowych, także tworzonych przez niewielkie organizmy. Było to także nawiązanie do teorii długotrwałych procesów geologicznych Charlesa Lyella.
Przygotowując książkę, Darwin prowadził metodyczne badania nad zachowaniami dżdżownic, zbierając egzemplarze, przygotowując dziko żyjącym w jego ogrodzie dżdżownicom różne rodzaje pożywienia i sprawdzając ich preferencje; wyciągając liście z norek pierścienic i notując, w jakim położeniu zostały wciągnięte do norki (181 z 277 liści zostało wciągniętych końcem do przodu). Aby zbadać efektywność działań dżdżownic, przygotowywał sztuczną „karmę” – trójkątne kawałki papieru – i obserwował, w jaki sposób zostaną wciągnięte do norek – uprzednio sprawdziwszy osobiście, jaki jest najbardziej efektywny sposób wprowadzenia papierka do wąskiej rurki. Prowadził także szeroką korespondencję z uczonymi z innych krajów, którzy nadsyłali mu okazy i próbki ich odchodów. Dzięki szczegółowym badaniom praca ma wartość naukową do czasów współczesnych i stała się podstawą do rozwoju nauki o skąposzczetach (oligochetologii) oraz nowego działu gleboznawstwa.